# Sh2-121
Sh2-121 est une nébuleuse en émission visible dans la constellation du Cygne.
Elle est située dans la partie nord de la constellation, à environ 6° au nord-ouest de l'étoile brillante Deneb, et à une courte distance de Sh2-120. La période la plus appropriée pour son observation dans le ciel du soir se situe entre les mois de juillet et décembre et, en raison de sa forte déclinaison nord, elle est considérablement facilitée pour les observateurs situés dans les régions de l'hémisphère nord.
Elle apparaît comme une tache claire de forme ovale avec un diamètre d'une seule minute d'arc, située dans une région galactique partiellement obscurcie par des bancs de poussière denses. D'après une étude de 1979, sa distance est d'environ 6 300 pc (∼20 500 al) du système solaire, coïncidant avec une région éloignée sur le bord extérieur du bras de Persée. Cette étude indique que le nuage Sh2-120 voisin se situe à une distance approximative d'au moins 7 500 pc, déclarant explicitement que, avec Sh2-127 et Sh2-128, ils feraient partie d'une structure galactique externe par rapport au bras de Persée. Une autre estimation faite en 2003 rapporte une distance de 4 500 pc pour cette nébuleuse, bien inférieure aux estimations précédentes, la plaçant ainsi dans le bras de Persée. L'excitation gazeuse pourrait être une étoile bleue de classe spectrale O8.5. Le catalogue Avedisova le place dans une région de formation d'étoiles avec les sources de rayonnement infrarouge IRAS 21036+4927 et IRAS 21037+4933 et d'autres sources d'ondes radio.